# Parque Abdón Calderón
El Parque Abdón Calderón, oficialmente Parque Mayor Abdón Calderón, antiguamente conocida también como Plaza República o Plaza de Armas, es un parque ubicado en Cuenca, Ecuador. Alrededor del parque se encuentra la Iglesia de El Sagrario, más conocida como la Catedral Vieja, y la de la Inmaculada o Catedral Nueva. Además, se encuentran los edificios de la Gobernación, la Municipalidad, el antiguo seminario y el Palacio de la Corte Provincial de Justicia. Está ubicado entre las calles Benigno Malo, Mariscal Sucre, Luis Cordero y Simón Bolívar.
El gobierno de Eloy Alfaro lo nombró plaza Luis Vargas Torres. En 1920 se cambió a Abdón Calderón.

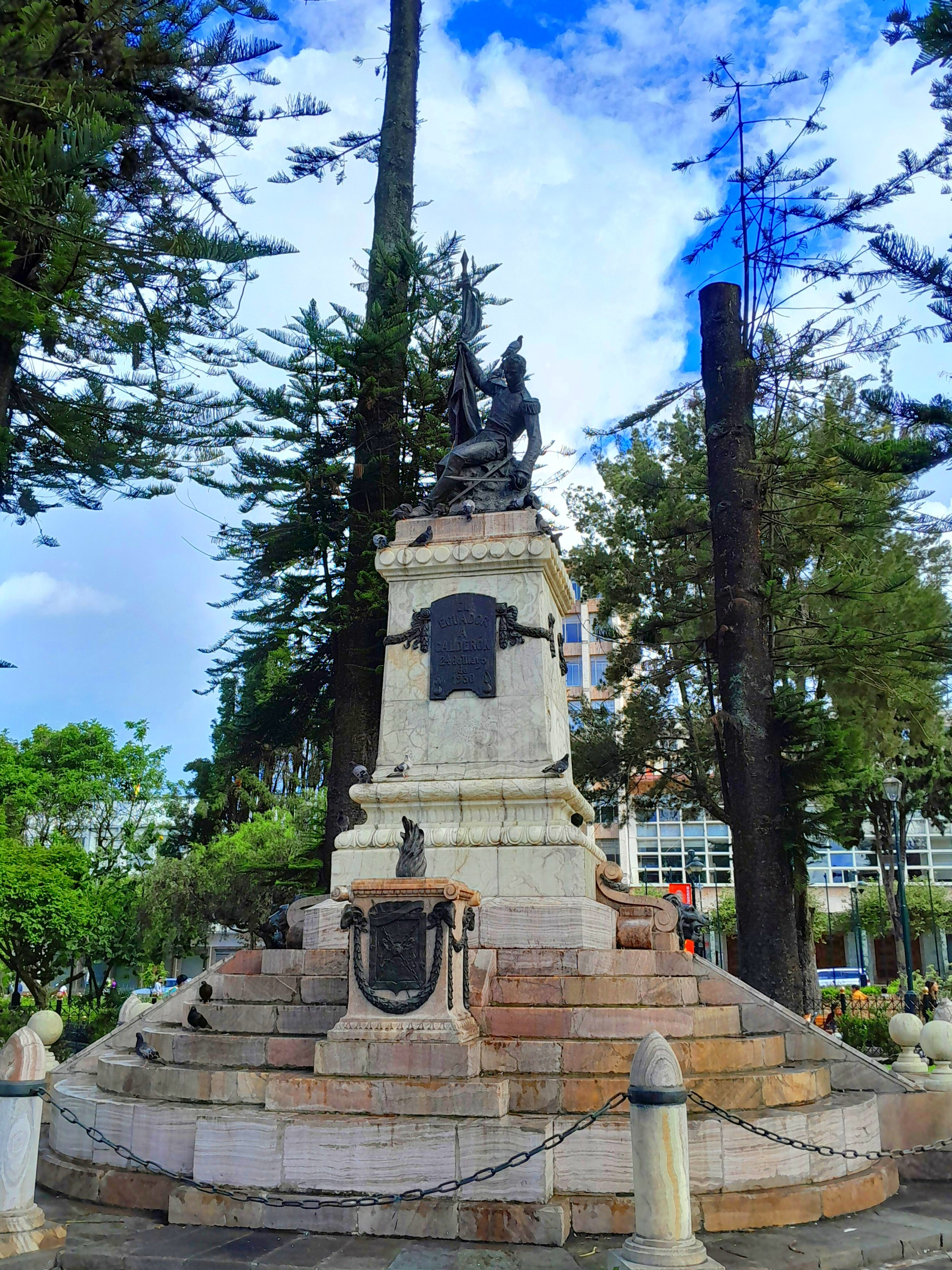
Monumento a Abdón Calderón construido en el parque en 1930.

En el parque se encuentra una glorieta, un monumento a Abdón Calderón inaugurado el 24 de mayo de 1931 y tiene cuatro hemiciclos. Para el monumento se contrató al europeo Carlos Mayer para su construcción en bronce el 22 de septiembre de 1927.
El parque es escenario de diversos eventos de importancia para la ciudad como el Corpus Christi o la conmemoración de la Independencia de Cuenca.